# Župnija Rogaška Slatina
Župnija Rogaška Slatina je rimskokatoliška teritorialna župnija Dekanije Rogatec Škofije Celje.
Do 7. aprila 2006, ko je bila ustanovljena Škofija Celje, je bila župnija del Kozjanskega naddekanata Škofije Maribor.